# Źródło (dziennikarstwo)

Mark Felt (pseudonim Głębokie Gardło (ang. Deep Throat)) pomagał dziennikarzom jako anonimowe źródło podczas Afera Watergate.

Źródło – w dziennikarstwie osoba, publikacja, nagranie, zdjęcie lub dokument, który daje dziennikarzowi aktualną informację. Aby napisać wartościowy artykuł dziennikarz powinien użyć kilku źródeł oraz sprawdzić ich wiarygodność. Stąd też za najbardziej wartościowe uważa się nagrania, oficjalne dokumenty oraz rzetelne relacje świadków, a najmniej wartościowe są anonimowe informacje oraz niepotwierdzone news'y internetowe.

## Podział źródeł[2]

### Formalne źródła informacji

#### zewnętrzne
- źródła osobowe (rzecznicy prasowi, specjaliści, komentatorzy, liderzy opinii publicznej)
- instytucjonalne (serwisy agencji prasowych, serwisy agencji telewizyjnych, doniesienia innych mediów – dzienniki, tygodniki, miesięczniki oraz media elektroniczne, elektroniczne bazy danych)
- dokumenty (oficjalne dokumenty i opracowania, tradycyjne zasoby archiwalne, dokumenty historyczne, biuletyny, zaproszenia i materiały konferencji prasowych, druki o charakterze ulotki informacyjnej)

#### wewnętrzne
- formalne zasoby archiwalne poszczególnych redakcji oraz wewnętrzne bazy danych

### Nieformalne źródła informacji

#### zewnętrzne
- źródła osobowe (świadkowie zdarzeń, własne kontakty dziennikarza, nieoficjalni komentatorzy oraz redakcyjni koledzy)
- poznawcze (obserwowalne, zasłyszane, nieformalne zapiski i notatki – wiedzę praktyczną wzbogacają walory poznawcze i pozwalające lepiej zrozumieć otaczającą rzeczywistość)

#### wewnętrzne
- normy, zasady i reguły postępowania dziennikarza, jego wiedza i wykształcenie

### Systematyka źródeł znana wśród dziennikarzy[3]
- On the record – oficjalne, do protokołu, gdzie wszystkie informacje można opublikować i przypisać konkretnemu rozmówcy
- Off the record – tylko do wiadomości dziennikarza (dziennikarz bierze na siebie odpowiedzialność za opublikowanie danej wiadomości)

## Zasady dziennikarskie dotyczące źródła[4]

Logo Międzynarodowej Federacji Dziennikarzy (IFJ – Fédération internationale des journalistes)

Zasady określające wzór postępowania dziennikarza zebrane są w dziennikarskich kodeksach etycznych. Najbardziej znanym z nich jest Deklaracja zasad Międzynarodowej Federacji Dziennikarzy (IFJ – Fédération internationale des journalistes). Tak odnosi się ona do zachowania względem źródła:
1. Dziennikarz może przekazywać tylko te informacje, których źródło jest mu znane. Nie wolno mu zatajać istotnej informacji lub preparować dokumentów.
2. Do gromadzenia informacji, zdjęć i dokumentów dziennikarz powinien stosować wyłącznie uczciwe metody.
3. Dziennikarz powinien strzec tajemnicy źródła danej informacji.